# 2024 au Yémen
2024 au Yémen répertorie les évènements marquants de l'année 2024 au Yémen.

## Événements

### Janvier
- Frappes de janvier 2024.

### Mai
- 27 mai : Les Houthis, avec l'aide du Comité international de la Croix-Rouge, libèrent plus de 100 détenus à Sanaa, dans le cadre d'une « initiative humanitaire unilatérale » visant à gracier les prisonniers et à les rendre à leurs familles[1].

### Juillet
- 20 juillet : frappes israéliennes sur Al-Hodeïda.

### Août
- 28 août : au moins 33 personnes sont tuées à cause de glissements de terrain et de fortes pluies à Al Mahwit[2].